# Brookhaven (Mississippi)
Brookhaven ist eine Stadt im Lincoln County, Mississippi, Vereinigte Staaten. Die Einwohnerzahl bei der Volkszählung im Jahre 2020 betrug 11.674. Sie ist der Sitz der Countyverwaltung (County Seat) des Lincoln County.

## Geschichte
Den Namen Brookhaven übernahm der Gründer der Stadt, Samuel Jayne, im Jahre 1818 von der gleichnamigen Stadt im Bundesstaat New York.
Am 13. August 1955 wurde der schwarze Bürgerrechtler Lamar Smith am helllichten Tage und auf offener Straße nahe dem Gerichtsgebäude erschossen. Zeitgenössische Zeitungen berichteten von dutzenden weißer Zeugen, von denen niemand eine Aussage machte. Im Gerichtsprozess gegen drei weiße Verdächtige sprach eine Jury, die nur aus weißen Männern bestand, alle Angeklagten frei.

## Söhne und Töchter der Stadt
- Der einflussreiche afroamerikanische Bluessänger und -gitarrist Jim Brewer (1920–1988) wurde hier geboren.
- Die Gewerkschafterin, Frauenrechtlerin und Bürgerrechtlerin Addie L. Wyatt (1924–2012) wurde ebenfalls in der Stadt geboren.
- Die Politikerin Cindy Hyde-Smith (* 1959) wurde ebenfalls in der Stadt geboren.